# Gracie Elvin
Gracie Shaw, née Elvin le 31 octobre 1988 à Canberra, est une coureuse cycliste professionnelle australienne. Membre de l'équipe Mitchelton-Scott, elle met un terme à sa carrière à l’issue de la saison 2020. Elle a été deux fois championne d'Australie sur route.

## Biographie
Elle commence le cyclisme à l'âge de treize ans. Elle a pratiqué l'équitation et l'athlétisme dans sa jeunesse. Elle étudie la nutrition à l'université de Canberra. Durant la saison cycliste, elle réside à Varese,.
Au niveau des entraîneurs, David Elvin la suit de 2002 à 2008. Il est remplacé par Neil Ross jusqu'en 2014 sur le plan personnel. Les entraîneurs de l'équipe Orica-AIS Martin Barras, David McPartland et Gene Bates la conseillent également.

### 2015
À Gooik-Geraardsbergen-Gooik, Gracie Elvin s'échappe avec Mayuko Hagiwara et Ellen van Dijk puis les domine au sprint. Sur la troisième étape secteur b du Tour de Thuringe, Gracie Elvin part seule à soixante kilomètres de l'arrivée et s'impose. Elle est sélectionnée pour les championnats du monde.

### 2016
Au circuit Het Nieuwsblad, dix kilomètres après le Molenberg, Lizzie Armitstead se détache du peloton et est suivie par Gracie Elvin, qui ne coopère pas. Après un moment de surplace, la Britannique parvient à se défaire de l'Australienne. Cette dernière est finalement vingt-cinquième.
Au Women's Tour, Gracie Elvin se classe quatrième de la deuxième étape au sprint. Le 12 juillet, elle apprend sa sélection pour les Jeux olympiques de Rio.
Sur le Tour de Thuringe, sur la troisième étape, un groupe avec Gracie Elvin, Chantal Blaak et Vita Heine s'extirpe du peloton. Olga Zabelinskaya mène le peloton en personne pour revenir sur les échappées. Elles sont reprises à sept kilomètres de l'arrivée. Sur la cinquième étape, Gracie Elvin s'échappe en compagnie de Linda Villumsen. Leur avance atteint les deux minutes. Dans une des dernières montées de la journée la première ne parvient plus à suivre Linda Villumsen. Elle est cependant reprise plus loin.

### 2017-2020
En mars, Gracie Elvin confirme sa bonne forme en faisant partie du groupe de seize coureuses qui se dispute la victoire d'À travers les Flandres au sprint. Elle se classe deuxième seulement battue par Lotta Lepistö,. Au Tour des Flandres, elle fait partie du groupe qui se dispute la victoire au sprint. Elle y est seulement devancée par Coryn Rivera,.
Elle annonce prendre sa retraite à l'issue de la saison 2020.

## Palmarès sur route

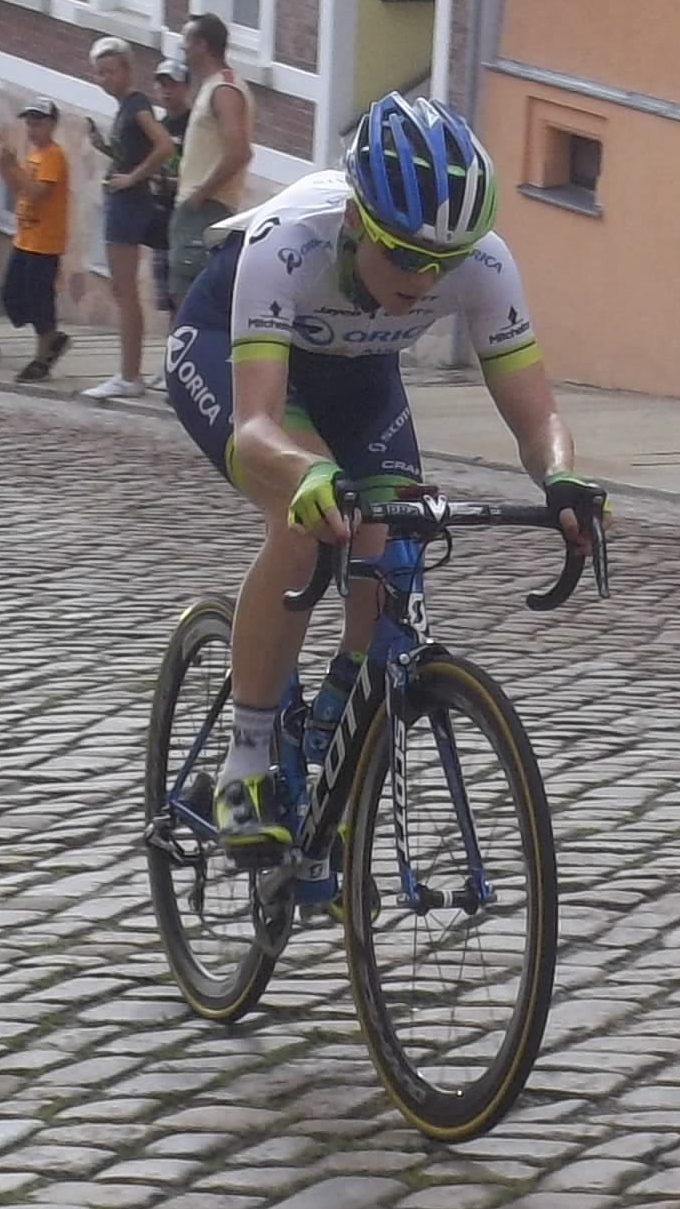
Gracie Elvin en échappée dans le mur de Meerane lors du Tour de Thuringe

### Par années
- 2012
  -  Championne d'Océanie sur route
  - 2e du championnat d'Océanie du contre-la-montre
  - 2e du Circuit de Borsele
- 2013
  -  Championne d'Australie sur route
  - 3e du championnat d'Australie du critérium
- 2014
  -  Championne d'Australie sur route
- 2015
  - Gooik-Geraardsbergen-Gooik
  - 3e étape secteur b du Tour de Thuringe
- 2016
  - Gooik-Geraardsbergen-Gooik
  - 2e du Tour de Drenthe
- 2017
  - 2e du Tour des Flandres
  - 2e d'À travers les Flandres
- 2018
  - 2e de la Cadel Evans Great Ocean Road Race
  - 2e de Gooik-Geraardsbergen-Gooik
- 2019
  - 2e du championnat d'Australie du contre-la-montre

## Palmarès en VTT

### Par années
- 2006
  - 2e des championnats d'Australie de VTT juniors
- 2007
  - 3e des championnats d'Australie de VTT espoirs
- 2008
  - 2e des championnats d'Australie de VTT espoirs
- 2009
  -  Championne d'Australie de VTT espoirs

### Classement UCI
| Année                                 | 2012 | 2013 | 2014 | 2015 | 2016 | 2017 | 2018 | 2019 | 2020 |
| ------------------------------------- | ---- | ---- | ---- | ---- | ---- | ---- | ---- | ---- | ---- |
| Classement UCI                        | 57e  | 56e  | 150e | 66e  | 40e  | 39e  | 63e  | 82e  | 462e |
| UCI World Tour                        |      |      |      |      | 26e  | 33e  | 69e  | 72e  | nc   |
|                                       |      |      |      |      |      |      |      |      |      |
| Légende : nc = non classéSource : UCI |      |      |      |      |      |      |      |      |      |